# Купина, Екатерина Дмитриевна
Екатерина Дмитриевна Купина (род. 2 февраля 1986 года в Волгограде) — российская легкоатлетка, Мастер спорта России международного класса.

## Биография
Жила с 5 лет во Льгове. Окончила там школу.
В 2009 году окончила Курский Государственный Технический Университет по специальности инженер, а в 2015 году Курский Государственный Педагогический университет по специальности тренер. В настоящее время работает в ЦСП (центр спортивной подготовки) г. Курск, спортсменом-инструктором.
Замужем с 2008 года, муж Щербей Евгений Иванович. Сын Иван родился в 2009 году.

### Спортивная карьера
В 2013 году на летней Универсиаде в Казани Купина заняла второе место, уступив казашке Маргарите Мукашевой. В следующем году за высокие спортивные результаты была награждена премией «Вершина».
В 2015 году Всемирного антидопингового агентства в своём отчёте, настаивало на проведение в отношении Купиной дополнительного расследования. Причиной послужили заявления тренера спортсменки, Владимира Мохнева, что Купина прекратила принимать параболан за 15 дней до допинг-теста, благодаря чему её проба оказалась чистой.